# Henning Berg
Henning Stille Berg (Eidsvoll, 1 de septiembre de 1969) es un exfutbolista y entrenador noruego que jugaba de defensa. Desde la temporada 2025-26 dirige al A. C. Omonia Nicosia.

## Selección nacional
Fue internacional con la selección de fútbol de Noruega, jugó cien partidos y anotó nueve goles.

### Participaciones en Copas del Mundo
| Mundial                        | Sede           | Resultado        |
| ------------------------------ | -------------- | ---------------- |
| Copa Mundial de Fútbol de 1994 | Estados Unidos | Primera fase     |
| Copa Mundial de Fútbol de 1998 | Francia        | Octavos de final |

### Participaciones en Eurocopas
| Copa          | Sede                   | Resultado    |
| ------------- | ---------------------- | ------------ |
| Eurocopa 2000 | Bélgica · Países Bajos | Primera fase |

## Clubes

### Como jugador
| Club                    | País       | Año       |
| ----------------------- | ---------- | --------- |
| KFUM Oslo               | Noruega    | 1986-1988 |
| Vålerenga Fotball       | Noruega    | 1988-1991 |
| Lillestrøm SK           | Noruega    | 1992-1993 |
| Blackburn Rovers F. C.  | Inglaterra | 1993-1997 |
| Manchester United F. C. | Inglaterra | 1997-2000 |
| Blackburn Rovers F. C.  | Inglaterra | 2000-2003 |
| Rangers F. C.           | Escocia    | 2003-2004 |

### Como entrenador
| Club                   | País       | Año       |
| ---------------------- | ---------- | --------- |
| F. C. Lyn Oslo         | Noruega    | 2005-2008 |
| Lillestrøm SK          | Noruega    | 2009-2011 |
| Blackburn Rovers F. C. | Inglaterra | 2012      |
| Legia de Varsovia      | Polonia    | 2013-2015 |
| Videoton F. C.         | Hungría    | 2016-2017 |
| Stabæk IF              | Noruega    | 2018-2019 |
| A. C. Omonia Nicosia   | Chipre     | 2019-2022 |
| Pafos F. C.            | Chipre     | 2022-2023 |
| AIK Estocolmo          | Suecia     | 2023-2024 |
| AEK Larnaca            | Chipre     | 2024-2025 |
| A. C. Omonia Nicosia   | Chipre     | 2025-     |

## Palmarés

### Como jugador

#### Títulos nacionales
| Título                        | Club                    | País       | Año       |
| ----------------------------- | ----------------------- | ---------- | --------- |
| Premier League                | Blackburn Rovers F. C.  | Inglaterra | 1994-95   |
| Premier League                | Manchester United F. C. | Inglaterra | 1998-99   |
| FA Cup                        | Manchester United F. C. | Inglaterra | 1998-99   |
| Premier League                | Manchester United F. C. | Inglaterra | 1999-2000 |
| Copa de la Liga de Inglaterra | Blackburn Rovers F. C.  | Inglaterra | 2001-02   |

#### Títulos internacionales
| Título                       | Club                    | País   | Año     |
| ---------------------------- | ----------------------- | ------ | ------- |
| Liga de Campeones de la UEFA | Manchester United F. C. | España | 1998-99 |
| Copa Intercontinental        | Manchester United F. C. | Japón  | 1999    |

### Como entrenador

#### Títulos nacionales
| Título                     | Club                 | País    | Año     |
| -------------------------- | -------------------- | ------- | ------- |
| Ekstraklasa                | Legia de Varsovia    | Polonia | 2013-14 |
| Copa de Polonia            | Legia de Varsovia    | Polonia | 2014-15 |
| Primera División de Chipre | A. C. Omonia Nicosia | Chipre  | 2020-21 |
| Supercopa de Chipre        | A. C. Omonia Nicosia | Chipre  | 2021    |
| Copa de Chipre             | AEK Larnaca          | Chipre  | 2024-25 |